# 娥
“娥”字见于殷墟甲骨卜辞，释读为“娥”。“娥”与報乙、報丙、報丁三匚并祭，江林昌等认为这说明“娥”是商朝先祖名称，而且具有能够降祸于殷王的神性。受甲骨材料的匮乏，尚不明“娥”具体为商朝何位先祖。